# Détection hétérodyne

## Optique
En optique, la détection hétérodyne consiste à transposer l'énergie d'une partie du spectre à plus basse fréquence (dite « intermédiaire ») avant de la détecter. Ce signal est mélangé sur un élément non-linéaire rapide (par exemple une photodiode) avec le rayonnement monochromatique d’un oscillateur local (laser...) dont la fréquence est proche de celle du signal de sorte que leur différence soit dans la bande de fréquences intermédiaires (en général dans le domaine radio-fréquences).

## Réception radio, TV...
Le principe de la détection hétérodyne  aussi appelée  super hétérodyne, établi par le canadien Reginald Fessenden, est identique à celui décrit ci-dessus. C'est le système le plus utilisé dans les récepteurs de radio ou TV. 

### Idée directrice
Il faut se ramener à une fréquence plus faible pour pouvoir amplifier et démoduler plus facilement le signal reçu.

### Relation de base
{\displaystyle |F{_{S}}-F{_{O}}|=F{_{I}}}
- F{\displaystyle _{S}}: fréquence du signal utile. Elle varie avec la station ou la chaine à recevoir.
- F{\displaystyle _{O}}: fréquence de l'oscillateur local. Elle est variable.
- F{\displaystyle _{I}}: fréquence intermédiaire. Elle est fixe et beaucoup plus faible que les deux précédentes.

F{\displaystyle _{O}} est réglé pour avoir {\displaystyle |F{_{S}}-F{_{O}}|=F{_{I}}}. Changer de chaine sur une télévision revient à changer la fréquence de l'oscillateur local.
La fréquence intermédiaire faible et fixe permet de disposer d'une meilleure sélectivité avec l'emploi de circuits accordés fixes à bande passante étroite comme les transformateurs FI et les filtres ou résonateurs céramique ou quartz.

### Définitions
Le récepteur est dit infradyne si {\displaystyle F{_{O}}<F{_{S}}} : ce qui est dynamique dans l'appareil (oscillateur local) est à une fréquence plus faible que la fréquence reçue.
Le récepteur est dit supradyne si {\displaystyle F{_{O}}>F{_{S}}} : ce qui est dynamique dans l'appareil (oscillateur local) est à une fréquence plus grande que la fréquence reçue.

### Le mélangeur
Pour se ramener à la fréquence intermédiaire, on fait le produit des 2 signaux : {\displaystyle V{_{S}}*V{_{O}}}. On obtient après filtrage le signal V{\displaystyle _{S}} décalé à la fréquence F{\displaystyle _{I}}.

### Le problème des fréquences images
Le problème est qu'un récepteur infradyne est aussi un récepteur supradyne et vice versa : 
Tout signal tel que {\displaystyle |F{_{S}}-F{_{O}}|=F{_{I}}} est reçu. 
Un montage avec un oscillateur local calé sur F{\displaystyle _{O}} reçoit donc par défaut 2 fréquences : F{\displaystyle _{O}} + F{\displaystyle _{S}} et F{\displaystyle _{O}} - F{\displaystyle _{S}}. La fréquence non désirée (fréquence image) doit être à l'extérieur de la bande passante du filtre d'antenne.

### Le double changement de fréquence
Il faut donc F{\displaystyle _{I}} grande pour éloigner la fréquence non désirée de la fréquence à recevoir (l'écart entre les deux étant 2F{\displaystyle _{I}}) mais il faut aussi F{\displaystyle _{I}} petite pour qu'elle soit facile à amplifier et à démoduler.
On utilise donc souvent une architecture de superhétérodyne à double transposition, où le signal est transposé 2 fois successivement. F{\displaystyle _{I}1} est grande (éloigne la fréquence non désirée) ;
F{\displaystyle _{I}2} est petite (facilite la suite du traitement).

## Bioacoustique
La détection hétérodyne acoustique est appliquée en zoologie pour transposer les ultrasons émis par certains animaux (chauves-souris ou orthoptères par exemple) dans des gammes de fréquence audibles et faciliter ainsi la détermination des espèces animales émettrices. C'est une technologie auxiliaire de la bio-acoustique.